# テレビ朝日日曜夜8時枠時代劇
テレビ朝日日曜夜8時枠時代劇は、かつてNET（現・テレビ朝日）が日曜20時台に設けていた時代劇専門の放送枠である。

## 概要
第1期では東映製作の娯楽時代劇を放送していたが、同社制作ドラマは1975年10月をもって木曜20:00枠での放送へ移行。その後は国際放映製作の『マチャアキの森の石松』が放送されていた。

## 編成時間
いずれも日本標準時。
- 日曜 20:00 - 20:56 （1968年4月7日 - 1972年9月24日）
- 日曜 20:00 - 20:55 （1972年10月1日 - 1975年9月）
- 日曜 20:00 - 20:54 （1975年10月5日 - 1976年4月4日、1978年4月2日 - 1979年9月30日）

## 放送作品一覧

### 第1期
以下のうち、『ご存知金さん捕物帳』までは関西地区（近畿広域圏）においては毎日放送がネット局になっていたが、1975年3月末のいわゆる腸捻転の解消により、『賞金稼ぎ』からは朝日放送がネットするようになった。
- 次郎長三国志（中野誠也主演版、1968年4月7日 - 9月29日）
- 旅がらすくれないお仙（1968年10月6日 - 1969年9月28日）
- 緋剣流れ星お蘭（1969年10月5日 - 1970年3月29日）
- 丹下左膳（1970年4月5日 - 7月5日）
- 遠山の金さん捕物帳（四代目中村梅之助主演版、1970年7月12日 - 1973年9月30日） - 1972年10月1日からは1分縮小して放送。
- ご存知遠山の金さん（1973年10月7日 - 1974年9月22日）
- ご存じ金さん捕物帳（1974年9月29日 - 1975年3月30日）
- 賞金稼ぎ（1975年4月6日 - 10月5日） - この作品まで東映との共同製作。この作品の最終回からはさらに1分縮小。
- マチャアキの森の石松（1975年10月12日 - 1976年4月4日） - 国際放映との共同製作。

### 第2期
- 浮浪雲（渡哲也主演版、1978年4月2日 - 9月10日） - 石原プロモーションとの共同製作。
- おはなちゃん繁昌記（1978年10月15日 - 1979年1月21日） - ホリプロダクションとの共同製作。
- 伝七捕物帳（四代目中村梅之助主演版、1979年2月11日 - 9月30日)  - 前進座および国際放映との共同製作。

| NET系列 日曜20:00枠                                                      | NET系列 日曜20:00枠                                                             | NET系列 日曜20:00枠                                       |
| 前番組                                                                   | 番組名                                                                          | 次番組                                                    |
| ------------------------------------------------------------------------ | ------------------------------------------------------------------------------- | --------------------------------------------------------- |
| テレビ朝日日曜8時連続ドラマ （1966年10月2日 - 1968年3月） ※20:00 - 20:56 | テレビ朝日日曜夜8時枠時代劇 （1968年4月7日 - 1976年4月4日）                     | いたずらカメラだ!大成功 （1976年4月11日 - 1977年4月10日） |
| NET系列 日曜20:54枠                                                      |                                                                                 |                                                           |
| テレビ朝日日曜8時連続ドラマ （1966年10月2日 - 1968年3月） ※20:00 - 20:56 | テレビ朝日日曜夜8時枠時代劇 （1968年4月7日 - 1975年9月） 【1975年10月廃枠】     | ANNニュース ※20:54 - 21:00 【1分拡大】                    |
| NET系列 日曜20:55枠                                                      |                                                                                 |                                                           |
| テレビ朝日日曜8時連続ドラマ （1966年10月2日 - 1968年3月） ※20:00 - 20:56 | テレビ朝日日曜夜8時枠時代劇 （1968年4月7日 - 1972年9月24日） 【1972年10月廃枠】 | ANNニュース ※20:55 - 21:00 【1分拡大】                    |

| テレビ朝日系列 日曜20:00枠                                   | テレビ朝日系列 日曜20:00枠                                   | テレビ朝日系列 日曜20:00枠                                    |
| 前番組                                                       | 番組名                                                       | 次番組                                                        |
| ------------------------------------------------------------ | ------------------------------------------------------------ | ------------------------------------------------------------- |
| テレビ朝日日曜8時連続ドラマ （1977年8月7日 - 1978年3月26日） | テレビ朝日日曜夜8時枠時代劇 （1978年4月2日 - 1979年9月23日） | テレビ朝日日曜8時連続ドラマ （1979年10月14日 - 1988年4月3日） |